# فرمان توقف نزاع
فرمان توقف نزاع (به ژاپنی: 喧嘩停止令, けんかちょうじれいい) حکمی　بود که در قرون وسطی به هدف کنترلِ نیروهایِ نظامیِ کشاورزان وضع شده بود، حکمی که توسط تویوتومی هیده‌یوشی در ۱۵۸۷ (میلادی) وضع شده بود «فرمان توقف نزاع تویوتومی» و حکمی که توسط توکوگاوا هیده تادا و توکوگاوا ایه‌میتسو صادر شده بود، «فرمان توقف نزاع توکوگاوا» شناخته می‌شود.